# Møysalen nationalpark
Møysalen nationalpark är en norsk nationalpark som täcker ett 51 km² stort fjällandskapsområde på Hinnøya i Vesterålen i Lødingen, Hadsel och Sortlands kommuner i Nordland. Den grundades  år 2003 som Norges 20:e nationalpark.

## Geografi, landskap och geologi

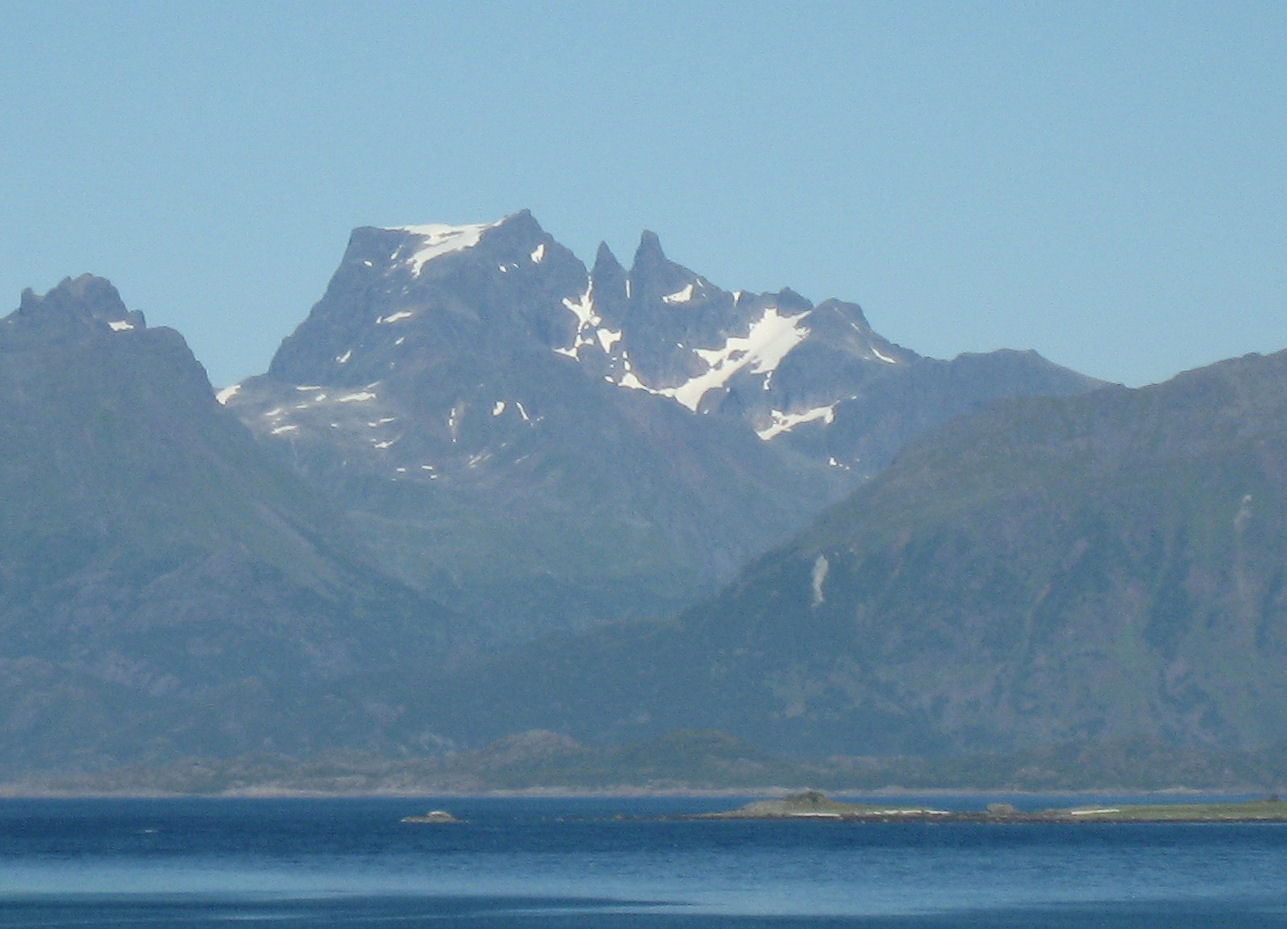
Møysalen

Møysalen är en av Norges minsta nationalparker. Den inrättades 2003 för att skydda fjället Møysalen (1 262 m ö.h.) och dess omgivning. Utöver fjället utgör fjordarmen Vestpollen en central del av nationalparken. I den östra delen ligger Storsnytinden (996 m ö.h.) och Nordtinden (883 m ö.h.).
Nationalparken har ett dramatiskt landskap som sträcker sig från fjord till högfjäll med dalar, bottnar, deltan och toppar på över 1 000 m ö.h.. Landskapet är geologiskt betydelsefullt. I den västra delen är terrängen alpin.

## Flora och fauna
Floran präglas av det kyliga och fuktiga klimatet. I områden med god näring finns det skogar med frodig växtlighet av småormbunkar. I de brantare partierna dominerar storormbunkarna. Vid älvmynningen i Vestpolldalen är det havsstrand med strandvegetation. 
Flera hotade rovfågelsarter häckar här, jaktfalk, tornfalk, stenfalk, fjällvråk, havsörn och kungsörn.
Bland stora däggdjur kan nämnas  älg och hjort och i närheten av Møysalen har det funnits brunbjörn. Uttern är vanlig i fjordarna och i dalgångarna finns hermelin och rödräv.

## Kulturminnen
Nationalparken har flera kulturminnen från renskötsel, fiske och jordbruk, förutom fångstanläggningar. Nordväst om Vestpollen finns spår från gammal gruvdrift, gruvgångarna på sydvästsidan av Vestpolltinden är fortfarande synliga.